# Layotte
 (mai 2012).
Si vous disposez d'ouvrages ou d'articles de référence ou si vous connaissez des sites web de qualité traitant du thème abordé ici, merci de compléter l'article en donnant les références utiles à sa vérifiabilité et en les liant à la section « Notes et références ».
Une layotte est une coiffe traditionnelle utilisée par les femmes bourguignonnes.

## Usage
La layotte est une coiffe de travail, très enveloppante et couvrant la nuque, utilisée par les vigneronnes bourguignonnes pour se protéger du soleil. Elle est analogue à la quichenotte vendéenne. 